# Municipio de South Bend (Pensilvania)
El municipio de South Bend (en inglés: South Bend Township) es un municipio ubicado en el condado de Armstrong en el estado estadounidense de Pensilvania. En el año 2000 tenía una población de 1.259 habitantes y una densidad poblacional de 21.5 personas por km².

## Geografía
El municipio de South Bend se encuentra ubicado en las coordenadas 40°37′00″N 79°22′59″O / 40.61667, -79.38306.

## Demografía
Según la Oficina del Censo en 2000 los ingresos medios por hogar en la localidad eran de $32,188 y los ingresos medios por familia eran $34,519. Los hombres tenían unos ingresos medios de $30,396 frente a los $19,659 para las mujeres. La renta per cápita para la localidad era de $14,728. Alrededor del 18,4% de la población estaban por debajo del umbral de pobreza.